# Olevano di Lomellina
Olevano di Lomellina est une commune italienne de la province de Pavie en Lombardie.

## Monuments
- Château (XIIe - XIVe siècles) de la famille Olevano

## Musées
- Musée d'Art et de Tradition Paysanne. Le musée expose les outils agricoles et artisanaux utilisés jusqu'au milieu du XXe siècle dans les campagnes dans la région de Lomellina.

## Administration
| Période                                  | Période      | Identité                 | Étiquette       | Qualité |
| ---------------------------------------- | ------------ | ------------------------ | --------------- | ------- |
| 1991                                     | 1995         | Giuseppe Poggi           | Centro-Sinistra |         |
| 1995                                     | 14 juin 2004 | Enzo Padovani            | Centro-Sinistra |         |
| 14 juin 2004                             | En cours     | Roberto Secondo Spairani | Centro-Sinistra |         |
| Les données manquantes sont à compléter. |              |                          |                 |         |

### Hameaux
Cascine Vallazza, Melegnana, Battaglia, Bianca, Paronina

### Communes limitrophes
Castello d'Agogna, Cergnago, Mortara, Velezzo Lomellina, Zeme